# Enone

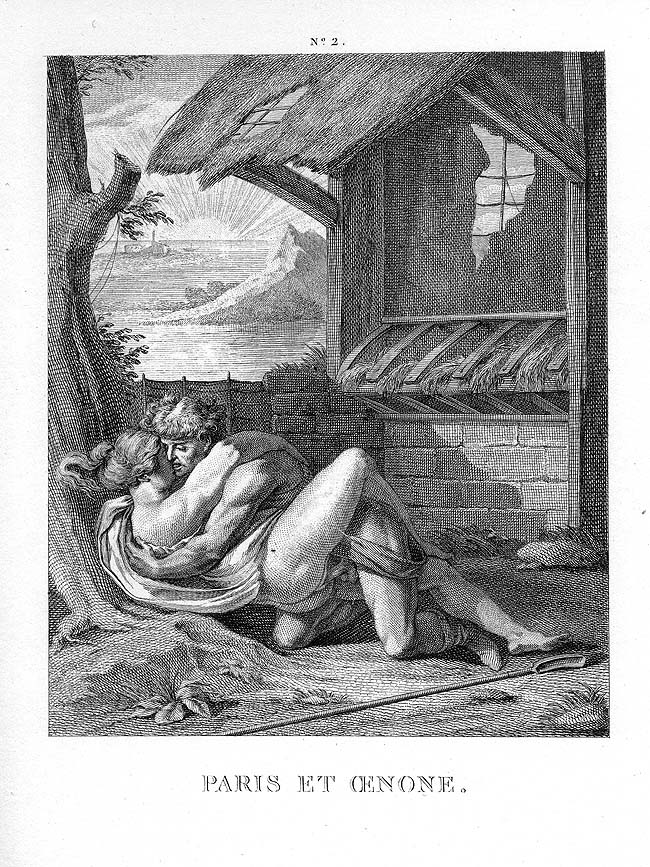
Paris y Enone, de Agostino Carracci.

En la mitología griega, Enone (en griego antiguo Οἰνώνη Oinônê, ‘del vino’) era una ninfa náyade, famosa en los bosques frigios, especialmente recordada por ser la primera esposa de Paris. Era hija del dios fluvial Cebrén, también llamado Eneo, y que además era una hechicera reputada en el uso de hierbas medicinales. Tanto Enone como Eneo, en cuanto a sus nombres, tienen relación con el «vino». 
Partenio nos dice que cuando Alejandro era un simple boyero y apacentaba sus vacas en el monte Ida, se enamoró de la ninfa. Ambos vivían juntos como si se tratara de un matrimonio y el propio Paris le juró que jamás la abandonaría y que siempre la tendría en la más alta estima. Enone, poseedora de poderes proféticos, le reveló a su amado que tarde o temprano la abandonaría por una bella muchacha de Europa.
La Biblioteca mitológica nos resume sucintamente la historia de Enone. De los hijos de Príamo, rey de Troya, Héctor se casó con Andrómaca, hija de Eetión, y Alejandro con Enone, hija del río Cebrén. Esta, que había aprendido de Rea el arte adivinatoria, previno a Alejandro para que no navegase en busca de Helena; como no lo lograra convencerlo, le dijo que, en caso de que fuese herido, volviera a su lado, pues sólo ella podría sanarlo. Habiendo ya raptado a Helena de Esparta, durante el sitio de Troya Alejandro fue flechado por Filoctetes con el arco de Heracles y regresó al Ida junto con Enone; pero ésta, rencorosa, se negó a curarlo, y Alejandro conducido a Troya murió. Cuando Enone arrepentida le llevaba un remedio, lo encontró muerto y se ahorcó. Otros dicen, en cambio, que Enone, presa de la aflicción, se inmoló arrojándose a la pira funeraria donde ardía el cadáver de Alejandro. Un fragmento de Baquílides sugiere, en cambio, que Enone se suicidó arrojándose desde un acantilado.
Enone y Alejandro fueron padres al menos de un niño, llamado Córito. Se dice que la propia Enone, corroída por los celos por Helena, y azuzada por su propio padre, envió a Córito, como venganza, para que guiase a los ejércitos griegos durante la guerra de Troya. Otros creen que Córito nació, en cambio de Paris y Helena.
Se dice que el territorio de Ilión dominado por Héctor se extendía desde un fondeadero hasta Cebrenia, pues dicen que en ese lugar se puede verse la tumba de Alejandro y también la de Enone.
Ovidio incluye una carta de reproche escrita de Enone para Paris, con una serie de interpolaciones posteriores a Ovidio, y entre las que se incluye la violación de Enone por parte Apolo, dato que no se encuentra en ninguna otra fuente. Enone, como ninfa e hija de un célebre dios fluvial, consintió en casarse con un esclavo, como por entonces se tenía en consideración a Alejandro.

## Otros personajes y lugares del mismo nombre
1. La madre de Melantio.[9]
2. Una de las ménades que siguieron a Dioniso a su campaña en la India.[10]
3. «La única de entre todas que libró a su venerable padre fue Hipsípila, hija de Toante que a la sazón reinaba sobre el pueblo. En un cofre hueco lo arrojó para que fuera llevado sobre el mar, por si acaso lograba salvarse. Y lo rescataron unos pescadores junto a la isla llamada antes Enea y más tarde Sícino, de Sícino al que alumbró la ninfa náyade Enea tras compartir el lecho con Toante».[11]
4. Nombre de una isla que más tarde sería llamada Egina en honor de la hija del dios-río Asopo.[12]
5. Confidente y nodriza de Fedra en la obra homónima de Racine.

## Enlaces externos

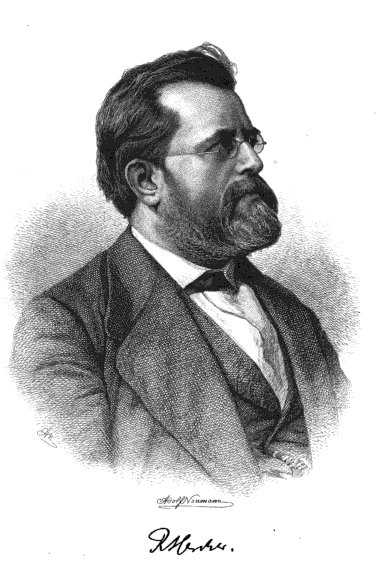
Retrato de Rudolf Hercher empleado en el frontispicio de un libro suyo (ed. 1881) de ensayos sobre Homero.